# Niños Héroes, Las Choapas
Niños Héroes är en ort i Mexiko.   Den ligger i kommunen Las Choapas och delstaten Veracruz, i den sydöstra delen av landet, 600 km öster om huvudstaden Mexico City. Niños Héroes ligger 27 meter över havet och antalet invånare är 231.
Terrängen runt Niños Héroes är platt. Runt Niños Héroes är det ganska glesbefolkat, med 31 invånare per kvadratkilometer. Närmaste större samhälle är Francisco Rueda, 10,1 km nordost om Niños Héroes. Omgivningarna runt Niños Héroes är en mosaik av jordbruksmark och naturlig växtlighet.